# Amphiophiura irregularis
Amphiophiura irregularis is een slangster uit de familie Ophiuridae.
De wetenschappelijke naam van de soort werd in 1940 gepubliceerd door Fred C. Ziesenhenne.